# Sperren (Buchkunde)

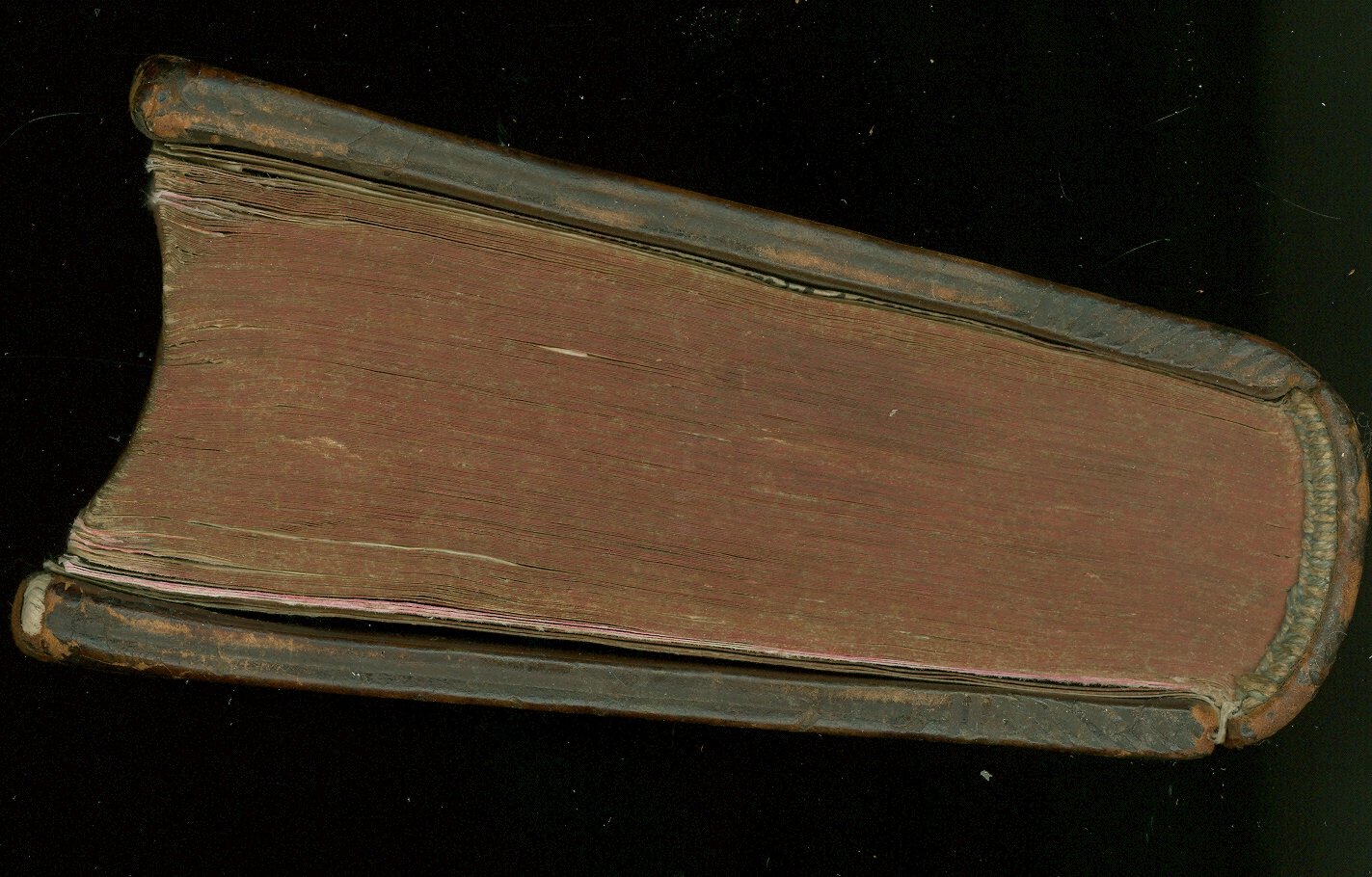
Auseinanderstrebende Buchdeckel beim Sperren: Einband aus dem 16. Jahrhundert

Der Ausdruck Sperren bezeichnet in der Buchkunde die Tendenz älterer Bücher, sich zu wölben oder zu öffnen, indem die Seiten des Buchblocks auseinanderstreben und die Buchdeckel gegenüber dem Buchrücken auseinanderdrücken.
Kräfte, die durch die Art des Bucheinbands entstehen, sowie die Hygroskopie des Pergaments und älterer Papiersorten, die Unebenheiten verursacht („Aufbauschen“), bewirken zunehmende Abstände zwischen den Buchseiten, wenn die Buchblöcke nicht durch senkrechte Ordnung in einem Regal zusammengehalten werden, wie es erst im 17. Jahrhundert allgemein üblich war, nachdem die Bücher bis zum 16. Jahrhundert „auf Pulten oder in Schränken liegend aufbewahrt“ worden waren. Das Sperren begünstigt Schäden etwa durch Staub. Aus diesem Grund gibt es seit dem Spätmittelalter Buchschließen, und die Buchdeckel waren aus Hartholz wie Buche oder Eiche.